# SMS Custoza
SMS Custoza – okręt pancerny zbudowany dla Austro-Węgierskiej Marynarki Wojennej pod koniec lat 60. XIX wieku. Jego nazwa pochodzi od zwycięskiej bitwy pod Custozą z okresu wojny prusko-austriackiej. Był pierwszym austro-węgierskim pancernikiem, w którego konstrukcji wykorzystano rozwiązania będące wnioskami wyciągniętymi przez flotę z bitwy pod Lissą z 1866 roku. Był również pierwszym austro-węgierskim okrętem liniowym, którego kadłub zbudowany był całkowicie z żelaza. Stępkę pod „Custozę” położono w listopadzie 1869 roku, okręt zwodowano w sierpniu 1872 roku i ukończono w lutym 1875 roku. Cięcia budżetowe w marynarce wojennej zarówno opóźniły budowę okrętu oraz uniemożliwiły mu pełnienie czynnej służby po jej ukończeniu. Jego kariera ożywiła się nieco w latach osiemdziesiątych. W 1880 roku wziął udział w demonstracji morskiej przeciwko Imperium Osmańskiemu, w 1882 roku przeszedł modernizację, a w 1888 roku odbył rejs do Hiszpanii z okazji wystawy światowej w Barcelonie. W 1902 roku okręt został przekształcony na okręt szkolny, a w 1914 roku na hulk koszarowy. Po zakończeniu I wojny światowej „Custoza” została przekazany Włochom, a następnie niezwłocznie złomowany.

## Konstrukcja
W 1869 roku Austro-Węgierska Marynarka Wojenna poprosiła swojego czołowego projektanta morskiego, Josefa von Romako, który zaprojektował wszystkie dotychczasowe okręty pancerne Austro-Węgier, by przygotował projekty dwóch nowych pancerników. Pierwszym z nich był „Custoza”, a drugim „Erzherzog Albrecht”, który ze względu na cięcia budżetowe zbudowano według pomniejszonego projektu. Romako wyciągnął wnioski z bitwy pod Lissą z 1866 roku i zadecydował, że nowe okręty powinny odznaczać się silnym opancerzeniem oraz powinny być w stanie prowadzić ogień do przodu, by móc skutecznie używać taranu. Takie rozwiązania wymagałyby jednak zmniejszenia liczby dział i mocy maszyn okrętu. By zrekompensować mniejszą liczbę dział, Romako postanowił wykorzystać konstrukcję pancernika kazamatowego, którą już wcześniej użył w pancerniku „Lissa”. Jednak w przeciwieństwie do „Lissy”, kadłub „Custozy” miał zostać zrobiony całkowicie z żelaza. Wiceadmirał Wilhelm von Tegetthoff, zwycięzca spod Lissy, a teraz również komendant Marynarki Wojennej i szef Sekcji Marynarki Wojennej w Ministerstwie Wojny Rzeszy, zaakceptował plany „Custozy” i „Erzherzoga Albrechta”, zezwalając na rozpoczęcie budowy.
Pomimo że „Custoza” okazała się dosyć szybkim i zwrotnym okrętem, to zbudowana była podług przestarzałych założeń konstrukcyjnych i nie spełniała standardów zaadaptowanych przez inne floty, które wymagały silniejszego pancerza i większej siły ognia. Włochy, główny rywal Austro-Węgier, zaledwie cztery lata po rozpoczęciu budowy „Custozy” położyły stępki pod dwa okręty pancerne typu Caio Duilio, potężne pancerniki wieżowe uzbrojone w działa kal. 450 mm. Tak czy siak, „Custoza” oraz budowany równolegle „Erzherzog Albrecht” były podstawą dla projektu kolejnego austro-węgierskiego okrętu pancernego, „Tegetthoffa”, którego budowę rozpoczęto w 1876 roku.

### Charakterystyka ogólna i napęd

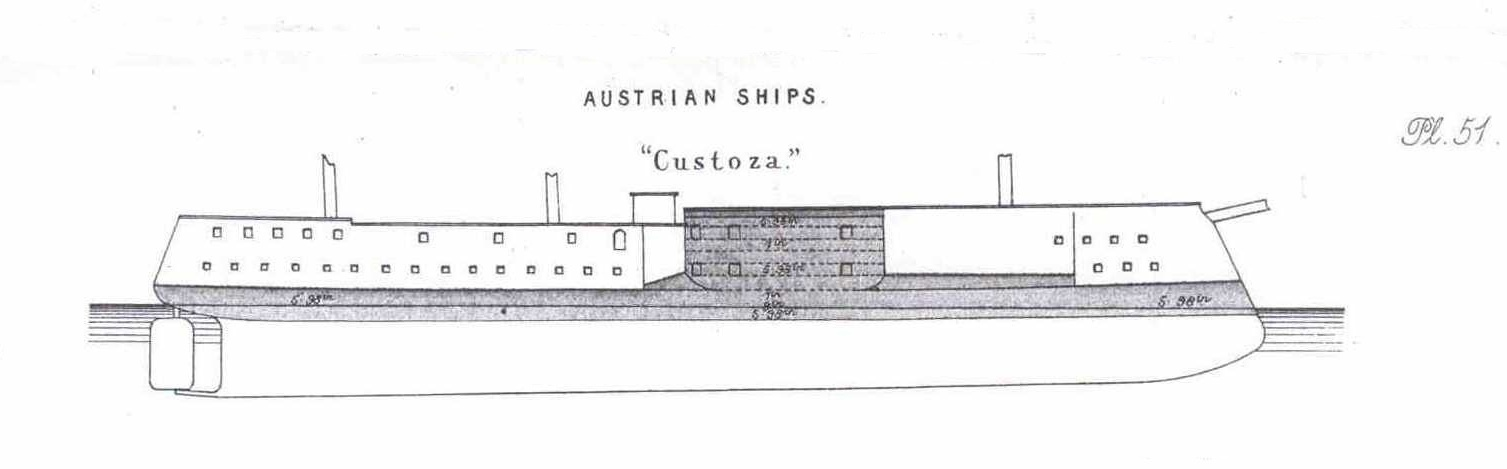
Szkic „Custozy”; zacieniowane obszary oznaczają rejony chronione przez pancerz

SMS „Custoza” miała 92,14 m długości na linii wodnej i 95,03 m długości całkowitej. Jej szerokość wynosiła 17,7 m, a średnie zanurzenie 7,9 m. Wypierała pomiędzy 7731 a 7885 ton. Okręt miał dno podwójne z przedziałami, które pionowo ciągnęło się od dna okrętu do pokładu działowego, a poziomo od wręgi nr 52 na dziobie do wręgi nr 34 na rufie; na obu końcach ostre zwężenie kadłuba kończyło bieg podwójnego dna. Zewnętrzne poszycie dna miało grubość 44 mm i zwężało się idąc w górę do 17 mm, a następnie 19 mm. Pancernik wyposażony był w drewniane stępki obłowe, mające na celu chronić kadłub w przypadku wejścia na mieliznę. Załoga składała się spomiędzy 548 a 567 oficerów i marynarzy.
Napęd składał się z pojedynczej poziomej 2-cylindrowej maszyny parowej pojedynczego rozprężania, wyprodukowaną w stoczni Stabilimento Tecnico Triestino, napędzającej pojedynczą śrubę o średnicy 6,86 m. Parę wytwarzało osiem kotłów parowych z trzydziestoma dwoma paleniskami. Spaliny odprowadzane były przez dwa kominy umieszczone na śródokręciu. Układ napędowy miał moc 4158 KM, co pozwalało na rozwinięcie prędkości 13,75 węzła, chociaż podczas testów prędkości przeprowadzonych 12 lutego 1875 roku okręt osiągnął prędkość 13,95 węzła. Zapas węgla wynosił 616,5 ton. Dodatkowo okręt został wyposażony w trzy maszty i takielunek fregaty, który w 1877 roku został zmniejszony do takielunku szkunera.

### Uzbrojenie i opancerzenie
„Custoza” uzbrojona była w osiem odtylcowych dział Kruppa kal. 260 mm L/22. Działa te zostały zamontowane w opancerzonej, dwupiętrowej kazamacie na śródokręciu, po cztery działa na każdym piętrze. Każde działo miało do dyspozycji po dwie furty, które umożliwiały czterem działom strzelanie do przodu lub na burtę, a do tyłu mogły strzelać tylko dwa górne rufowe działa. Okręt wyposażony był również w sześć dział kal. 90 mm L/24 oraz dwa działa kal. 70 mm L/15, wszystkie wyprodukowane w zakładach Kruppa. Działa kal. 90 mm umieszczone były w nieopancerzonych ambrazurach, dwie na dziobie i cztery na rufie. W 1882 roku okręt otrzymał baterię nowych szybkostrzelnych dział, w tym cztery działa kal. 47 mm, pięć dział Hotchkiss M1879 kal. 47 mm i dwie kartaczownice kal. 25 mm. Ponadto został wyposażony w cztery wyrzutnie torpedowe kal. 350 mm.
Okręt chroniony był przez pas kutego żelaza, umieszczony na wysokości linii wodnej. W centralnej sekcji okrętu, gdzie znajdowała się maszynownia, miał grubość 229 mm. W kierunku dziobu i rufy grubość pancerza zmniejszała się do 114 mm. Pas rozciągał się na 2,12 m powyżej linii wodnej i 1,45 m poniżej. Pokład chroniony był jedynie przez cienką warstwę żelaza, co było typowe dla okrętów liniowych tamtego okresu. Kazamata dla artylerii głównego kalibru miała pancerz o grubości od 152 do 178 mm. Dodatkowo do 1887 roku na okręcie zamontowano sieci przeciwtorpedowe.Dużą zaletą pancerników kazamatowych, takich jak „Custoza”, nad pancernikami bateryjnymi był mniejszy ciężar artylerii średniego kalibru; samo śródokręcie zapewniało wystarczającą pływalność dla całego ciężaru okrętu.

## Służba

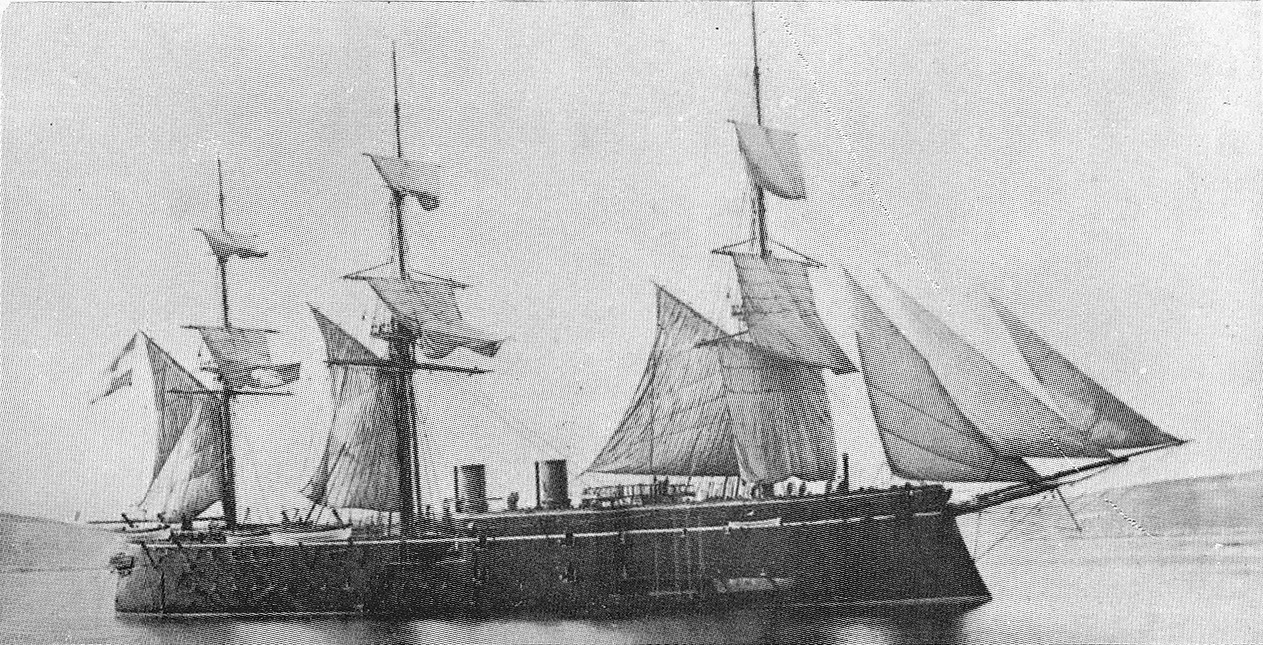
SMS „Custoza”, ok. 1880 r.

Stępka pod „Custozę” została położona 17 listopada 1869 roku w stoczni Stabililimento Tecnico Triestino w Trieście. Jej kadłub został zwodowany 20 sierpnia 1872 roku, a cały okręt został ukończony 18 września 1874 roku. Jego pierwsze próby morskie zostały przeprowadzone w dniach 11-13 lutego 1875 roku. Nazwa okrętu pochodzi od bitwy pod Custozą z 1866 roku podczas wojny prusko-austriackiej, w której siły Austriackie pokonały Włochów. W latach 70. rząd Austro-Węgier nadał wydatkom na marynarkę niski priorytet; z tego powodu brak funduszy uniemożliwił flocie aktywną służbę. Flota okrętów pancernych, w tym „Custoza”, trzymana była w porcie w Puli jako rezerwa; jedynymi okrętami, które brały udział w służbie czynnej, były fregaty parowe wysyłane za granicę. W 1877 roku ożaglowanie okrętu zostało zmniejszone do takielunku szkunera.
W 1880 roku „Custoza”, okręt pancerny „Prinz Eugen” i nieopancerzona fregata „Laudon”, wzięły udział w międzynarodowej demonstracji morskiej w celu wymuszenia na Imperium Osmańskim przekazanie miasta Ulcinj Księstwie Czarnogóry, zgodnie z postanowieniem kongresu berlińskiego z 1878 roku. „Custoza”, razem z czterema mniejszymi jednostkami, pozostała w służbie na następny rok. W 1882 roku okręt otrzymał baterię nowych szybkostrzelnych dział, w tym cztery działa kal. 47 mm, pięć dział Hotchkiss M1879 kal. 47 mm i dwie kartaczownice kal. 25 mm. Ponadto został wyposażony w cztery wyrzutnie torpedowe kal. 350 mm. Wiadomo też, że przed 1887 rokiem na okręcie zamontowano sieci przeciwtorpedowe.
„Custoza” wzięła udział w corocznych manewrach floty w 1888 roku, razem z okrętami pancernymi „Don Juan d'Austria”, „Kaiser Max” i „Tegetthoff” oraz krążownikami „Panther”, „Meteor” i „Leopard”. W tym samym roku „Custoza” i trzy okręty pancerne, a także „Prinz Eugen”, „Panther” i „Leopard” odbyły rejs do Barcelony na ceremonię otwarcia wystawy światowej. Była to największa eskadra Austro-Węgierskiej Marynarki Wojennej, jaka kiedykolwiek operowała poza Adriatykiem. W Barcelonie hiszpańska królowa Maria Krystyna oraz arcyksiążę Karol Stefan Habsburg przeprowadzili inspekcję „Custozy” i „Tegetthoffa”. W następnym roku okręt brał udział w kilku ważnych manewrach razem z pięcioma innymi okrętami pancernymi oraz kilkoma krążownikami i mniejszymi jednostkami.
W 1895 roku okręt został przeniesiony do II Eskadry Rezerwowej. Od 1902 do 1914 roku służył jako okręt treningowy dla kadetów. W 1914 roku został przerobiony na koszary. W 1920 roku został przekazany Włochom w ramach postanowień traktatu z Saint-Germain-en-Laye. Został niezwłocznie rozebrany.